# Joel Sörenson
Joel Sörenson, född den 27 oktober 1915 i Eskilstuna, död den 21 april 1971 i Vantörs församling i Stockholm, var en svensk baptistpastor, samfundsledare och politiker (folkpartist).
Han var son till pastorn, målaren och författaren Berndt Sörenson. Joel Sörenson är gravsatt i minneslunden på Skogskyrkogården i Stockholm.

## Kyrkligt engagemang
Joel Sörenson var förbundssekreterare i Svenska baptisternas ungdomsförbund 1944–1949 och ungdomssekreterare i Baptisternas världsallians 1950–1955. Därefter var han pastor i Stockholms första baptistförsamling 1955–1960 och i Norrmalms baptistförsamling i Stockholm 1961–1971. Han var vice ordförande i Svenska Baptistsamfundet 1960–1968.
Han var också psalmförfattare och skrev ett antal böcker i andliga frågor.

## Politiskt engagemang
Joel Sörenson var riksdagsledamot för Folkpartiet i första kammaren för Stockholms stads valkrets åren 1964–1970. I riksdagen satt han bland annat i konstitutionsutskottet som suppleant 1965–1966 och som ledamot 1967–1969. Före riksdagstiden men även i KU konfronterades han med 60-talets delvis upprörda debatter om hädelse, om kristendomens roll i samhället och om yttrandefrihetens gränser när det gällde pornografi och annat. I olika inlägg tog han då ställning för ett liberalt och kristet synsätt på dessa frågor, och han polemiserade mot de konservativa förhållningssätten om statsmaktens roll i moralfrågor och yttrandefrihetens räckvidd. Några av dessa inlägg trycktes om i antologin *Det bränns i moralfrågan" (Dahlén & Wikström utg., 1965)
Bland andra politiska frågor han drev kan nämnas hälsovård, kriminalpolitik, biståndspolitik, samt diplomatiskt erkännande av Vatikanstaten.

## Psalmförfattare
- Stad med pärleportar bortom ökenstig (till text av Herbert Brander), Tempeltoner nr 71